# Valse pour les enfants
La Valse pour les enfants è una breve composizione per pianoforte scritta da Igor' Fëdorovič Stravinskij nel 1917.

## Storia
L'interesse di Stravinskij a comporre per piccole formazioni o per il solo pianoforte fu una caratteristica della sua attività dopo il 1913 quando abbandonò le compagini di grandi dimensioni. Oltre alla musica da camera si dedicò a scrivere alcuni brani per pianoforte a quattro mani, i Tre pezzi facili e i Cinque pezzi facili; l'intento di queste composizioni era creare una parte pianistica di facile realizzazione per i giovani esecutori alle prime armi. Nell'ambito di queste brevi pagine rientra anche la Valse pour les enfants che fu pubblicata su Le Figaro, quotidiano di Parigi, il 21 maggio 1922 con la scritta "Improvisé au Figaro", riproducendo per avvalorare la cosa una frase autografa di Stravinskij: "Une valse pour les petits lecteurs du Figaro". In realtà il compositore scrisse questo valzer durante il suo soggiorno svizzero a Morges nel 1917 mentre componeva i Pezzi facili per i suoi figli; soltanto nel 1922 il brano venne pubblicato sul quotidiano i cui redattori vollero far credere a una scrittura estemporanea del pezzo. Nella copia autografa di Stravinskij appare infatti la scritta: "Pas du tout improvisée, tout ce qu'il y a de plus composée! Igor Stravinskij" per sottolineare che non vi fu improvvisazione, ma una composizione fatta e finita del brano. 

## Analisi
Il piccolo pezzo, di sole 56 battute, ha alcuni aspetti che lo ricollegano ai Pezzi facili scritti quasi contemporaneamente e in particolare la parte della mano sinistra, che esegue l'accompagnamento e che presenta ripetutamente due sole battute, rimarcando in tal modo il tempo di un valzer classico. Tutto il brano si sviluppa nell'ambito di una semplice serie di cinque note; la mano destra espone una leggera melodia, un po' malinconica, costruita su suoni che mutano lievemente, quasi rispecchiandosi, anticipando di molti anni l'istintiva tendenza di Stravinskij per un tipo di costruzione seriale.